# 경로 적분 공식화
양자역학에서 경로 적분(經路積分, path integral)은 해밀턴의 원리를 일반화하여 양자론을 기술하는 방법이다. 한 상태에서 다른 상태로 전이할 확률진폭은 두 상태 사이의 모든 가능한 경로에 대한 함수적분이다.
폴 디랙이 경로 적분을 다소 원시적인 형태로 최초로 도입하였다. 1948년에 리처드 파인만이 경로 적분을 개량하고, 구체적인 방법론 및 일반화를 개발하였다. 존 휠러에게서 지도를 받은 그의 박사 학위 논문에서 몇 가지 사전 작업이 먼저 이루어졌다.
이 기술 방식은 이론물리학에서 이후 엄청난 파급효과를 가져왔는데, 왜냐하면 시간과 공간에 대한 대칭적인 기술이 가능해졌기 때문이다. 즉, 경로적분에서는 같은 양자계에 대한 서로 전혀 다른 정준켤레의 기술 사이에 손쉬운 좌표 변환이 가능하다.

## 개요
고전역학에서는, 어느 점입자 혹은 질량 점의 운동은 초기 상태가 주어지면 이후의 운동 경로가 운동방정식의 해로써 모두 결정될 수 있다. 한편, 양자역학에서는 불확정성이 존재하기 때문에 고전역학에서와 같은 하나의 경로 만을 생각할 수는 없게 된다. 경로 적분에서는 시공간에서의 시작점과 끝점을 연결하는 무한히 많은 경로를 모두 다 생각하고 그것들의 합성을 통하여 양자역학적인 확률진폭을 얻게 된다.
에르빈 슈뢰딩거의 파동역학이나 베르너 하이젠베르크의 행렬역학에서는 운동 방정식으로써 문제를 풀지만, 경로적분에서는 운동의 경로에 주목하여 전체 경로에 대하여 양자역학의 문제를 취급한다. 파인만은 디랙의 논문에서 시간 {\displaystyle t}와 {\displaystyle t+\Delta t} ({\displaystyle \Delta t}는 시간의 미소 변화) 사이의 두 상태간의 전이진폭이 해당하는 계의 라그랑지언의 지수 함수에 대응될 수 있다는 점에 착상을 얻어 이 기법을 정식화했다. 파인만은 경로 적분을 통하여 극저온에서 액체 헬륨의 초유체 상태를 이론적으로 설명하였다.

## 전개
파동함수 {\displaystyle \Psi (\mathbf {r} ,\mathbf {t} )}의 시간에 따른 변화는 하이젠베르크 묘사에서의 움직이는 바탕 켓 {\displaystyle |\mathbf {r} _{0},\mathbf {t} _{0}\rangle }을 써서 다음과 같이 나타낼 수 있다.
{\displaystyle \Psi (\mathbf {r} _{1},\mathbf {t} _{1})=\int d\mathbf {r} \left\langle \mathbf {r} _{1},\mathbf {t} _{1}|\mathbf {r} _{0},\mathbf {t} _{0}\right\rangle \Psi (\mathbf {r} _{0},\mathbf {t} _{0})}.
이 때 {\displaystyle \left\langle \mathbf {r} _{1},\mathbf {t} _{1}|\mathbf {r} _{0},\mathbf {t} _{0}\right\rangle =\left\langle \mathbf {r} _{1}\left|e^{-{i \over {\hbar }}H(t_{1}-t_{0})}\right|\mathbf {r} _{0}\right\rangle \equiv K(\mathbf {r} _{1},t_{1};\mathbf {r} _{0},t_{0})}를 파인만 핵 혹은 확률진폭이라고 하며 이것이 시작점 {\displaystyle P(\mathbf {r} _{0},\mathbf {t} _{0})}와 끝점 {\displaystyle Q(\mathbf {r} _{1},\mathbf {t} _{1})} 사이의 모든 경로를 다 생각하면 결국
{\displaystyle K_{\rm {P\to Q}}=K(\mathbf {r} _{1},t_{1};\mathbf {r} _{0},t_{0})=\int _{\rm {P}}^{\rm {Q}}e^{{i \over {\hbar }}S[{\rm {P,Q]}}}d\mathbf {r} (t)}
으로 표현된다는 것이 경로 적분의 결과이다. 여기서,H는 해밀토니언이며 S는 라그랑지언 L에 대한 작용
{\displaystyle S=\int _{t_{0}}^{t_{1}}L(\mathbf {r} ,{\dot {\mathbf {r} }},t)dt}
이다. {\displaystyle \mathbf {r} }는 위치이며 {\displaystyle {\dot {\mathbf {r} }}=d\mathbf {r} /dt}이다. {\displaystyle \mathbf {t} }는 시간이다. 또한 {\displaystyle \hbar =h/2\pi } 로, h는 플랑크 상수이다.
여기서 {\displaystyle \hbar \to 0}으로 보내면 고전역학으로 환원된다. 좀 더 자세히 말하면 거시계에서 양자역학은 고전역학으로 수렴할 것이기 때문에 경로적분에서 경로를 중첩해서 더하는 과정에서 고전적인 경로에 적분이 집중되는 것이다. 즉 {\displaystyle S\gg \hbar }일 경우 함수의 거의 모든 곳에서 지수함수 복소수 거듭제곱이 격렬하게 진동하게 되어 인접한 경로가 서로 간섭하여 상쇄되게 되는데, S가 경로에 따라 크게 변하지 않을 때만 이러한 상쇄가 일어나지 않으며 이것은 곧 해밀턴의 원리에 해당하는 고전적인 경로이다.

### 경로 적분과 분배 함수
양자역학의 경로 적분은 통계역학의 분배 함수와 다음과 같은 연관성을 가진다. 시작점과 출발점이 같은 경로만을 생각하고, 그 경로 적분에 윅 회전 {\displaystyle t\to {\rm {i}}t}을 실행하자. 즉, 시간을 허수로 두어서 시작점과 끝점의 모든 배위를 살피자는 것이다. 이는 온도 {\displaystyle 1/T\hbar }에서 정의된 통계장론의 바른틀 분배 함수와 같다.
정준 기술에서, 상태의 유니터리 변화 작용자는
{\displaystyle |\alpha ;t\rangle =e^{-{\rm {i}}Ht/\hbar }|\alpha ;0\rangle }
와 같이 주어지며 여기서 상태 α는 시간 t=0에서부터 변화한다. 여기서 윅 회전을 시키면 진폭은 같은 상태의 허수시간 it=T에 대한 것
{\displaystyle Z={\rm {Tr}}[e^{-HT/\hbar }]}
으로 변환되며 이것은 통계역학의 해당 온도에서의 분배 함수와 같다. 이런 대응성은 일찍이 에르빈 슈뢰딩거도 슈뢰딩거 방정식을 윅 회전하면 확산방정식이 된다는 사실로부터 이미 인지하고 있었다.

## 같이 보기
- 베레진 적분
- 전파 인자
- 파인먼-카츠 공식